# Tetworth
 (février 2023).
Tetworth est un village du Cambridgeshire, en Angleterre.